# Blixt och dunder (film)
Blixt och dunder är en svensk komedifilm från 1938 i regi av Anders Henrikson. Den är baserad på romanen med samma namn av P.G. Wodehouse från 1929.
Filmen hade premiär på biograf Skandia i Stockholm 21 mars 1938. Den spelades in 1937 och blev skådespelaren Nils Wahlboms sista film. Han avled fem månader före premiären.

## Handling
En berättarröst börjar introducera invånarna på slottet Hägersvik som enligt berättaren ligger och solar. Det är greve Pontus Hägerskiöld som pysslar om sin älsklingssugga Sköna Helena. Det är vidare unge greven Claes-Ferdinand, ”Putte”, som är inbiten tippare och som har ett stort problem: om AIK eller Brage skall vinna den stora seriefinalen. Vidare visas olika fritidsaktiviteter som t.ex. tennis. Det visar sig att berättarrösten tillhör grevens sekreterare Bertil som håller på att visa en smalfilm för unge grevens kusin Inga, som han är förälskad i. Filmen fortsätter och visar Bertil som spelar golf och dansar med en gammal flamma, ”Pyret”. Det är en balettflicka säger han och åsynen gör Inga märkbart svartsjuk.
Tillbaka i verkligheten möter vi åter greve Pontus, en veritabel toffelhjälte. Hans fru Charlotte ogillar starkt hans intresse för älsklingssuggan och han inte istället bryr sig om deras son Puttes, väl och ve. Hon säger att de måste få honom bortgift och skaffa honom en plats på UD med hjälp av greve Steencloo. En rik flicka måste det vara och hon har utsett ett lämpligt parti, en dotter till en tvålfabrikant denne träffat i Falsterbo och säger att en hemgift på två miljoner är inte att förakta. Hon har redan bjudit henne till slottet.
Det avslöjas att Putte inte är det minsta road av att anträda den diplomatiska banan. Han vill bli journalist och har ett misslyckat filmtidskriftsprojekt bakom sig. Han är ute och kör sällskap med balettflickan ”Pyret” Hansson. Hans framfart efter vägen är ganska våldsam och Pyret tycker att han inte får köra så vårdslöst. Han upptäcker en Rolls Royce bakom sig och försöker köra ifrån den och kör nästan in i ett hölass. Det är hans mor som befinner sig i den andra bilen. När de stannat presenterar han Pyret som miss Taylor, och modern verkar förtjust över bekantskapen. Putte skickar därefter ett telegram till den verkliga miss Taylor för att avstyra hennes besök.
I sin penningnöd får Putte en ny idé sedan han hört Magnus Gabriel spekulera i att Steencloo försöker komma åt Helena. Han skall kidnappa Helena och sedan låtsas finna henne vilket skall medföra faderns eviga tacksamhet och följaktligen pengar i stor mängd. Han inviger hovmästare Härman i sin plan. Denne är högt motvillig att delta i denna operation men Putte övertalar honom till sist efter att ha konstaterat att samvete är en antik glosa numera. Härman går ut i natten för att fullgöra sitt uppdrag, därtill skrämd av nattens alla djur och ljud.

## Rollista (urval)
- Olof Winnerstrand – greve Magnus-Gabriel Hägerskiöld
- Nils Wahlbom – greve Pontus Hägerskiöld, slottsherre på Hägervik, Magnus-Gabriels bror
- Frida Winnerstrand – grevinnan Charlotte "Lotta" Hägerskiöld, Pontus fru
- Åke Söderblom – greve Claes-Ferdinand, kallad Putte, Pontus och Charlottes son
- Marianne Aminoff – Inga Bergendahl, Puttes kusin
- Hasse Ekman – Bertil Bendix, sekreterare hos greve Pontus/inledande speaker
- Sickan Carlsson – Pyret Hanson, balettflicka
- Eric Abrahamsson – Härman, hovmästare på Hägervik
- Torsten Winge – baron Axel-Hjalmar Steencloo
- Weyler Hildebrand – Charlie Blomberg, privatdetektiv på Argus Detektivbyrå

### Ej krediterade (urval)
- David Eriksson – Gustafsson, chaufför
- Emil Fjellström – Andersson, grisskötare
- Julia Cæsar – telegramexpeditören
- Valborg Granberg – den upprörda portvaktsfrun
- Otto Malmberg – Adolf, uppassare på Hägervik
- Allan Linder – kontorspojken på detektivbyrån
- Georg Fernquist – en kypare på Savoy
- Nils Dahlgren – hovmästaren på Savoy
- Robert Ryberg – rockvaktmästaren på Savoy
- Alice Babs – blomsterbud
- Eivor Landström
- Helga Hallén
- John Hilke
- Inga-Lill Åhström
- Eric von Gegerfelt
- Bertil Hallberg
- Sixten Sparre
- Hans Björnbo
- Björn Palmgren
- Olle Johnsson
- Åke Grönberg
- Oscar Åberg

## Musik i filmen
- Blixt och dunder, kompositör och text Thord Rydén, instrumental
- Skyline Swing, kompositör och text Thord Rydén, instrumental
- Uti skuggan av ett träd, kompositör och text Thord Rydén, instrumental
- Spinning Around, kompositör och text Thord Rydén, instrumental